# Santuario di Maria Santissima del Bosco di Niscemi
Il santuario di Maria Santissima del Bosco di Niscemi è un santuario mariano situato sul versante nord-occidentale della città di Niscemi, in provincia di Caltanissetta, in Sicilia. Si tratta dell’edificio religioso più importante della città, le cui origini sono legate alla leggenda del ritrovamento, nel 1599, di un quadro raffigurante la Madonna nei pressi di una fonte d’acqua, dove sorge l’attuale chiesa edificata in stile barocco nella metà del XVIII secolo.

## Storia

### La leggenda del ritrovamento del quadro

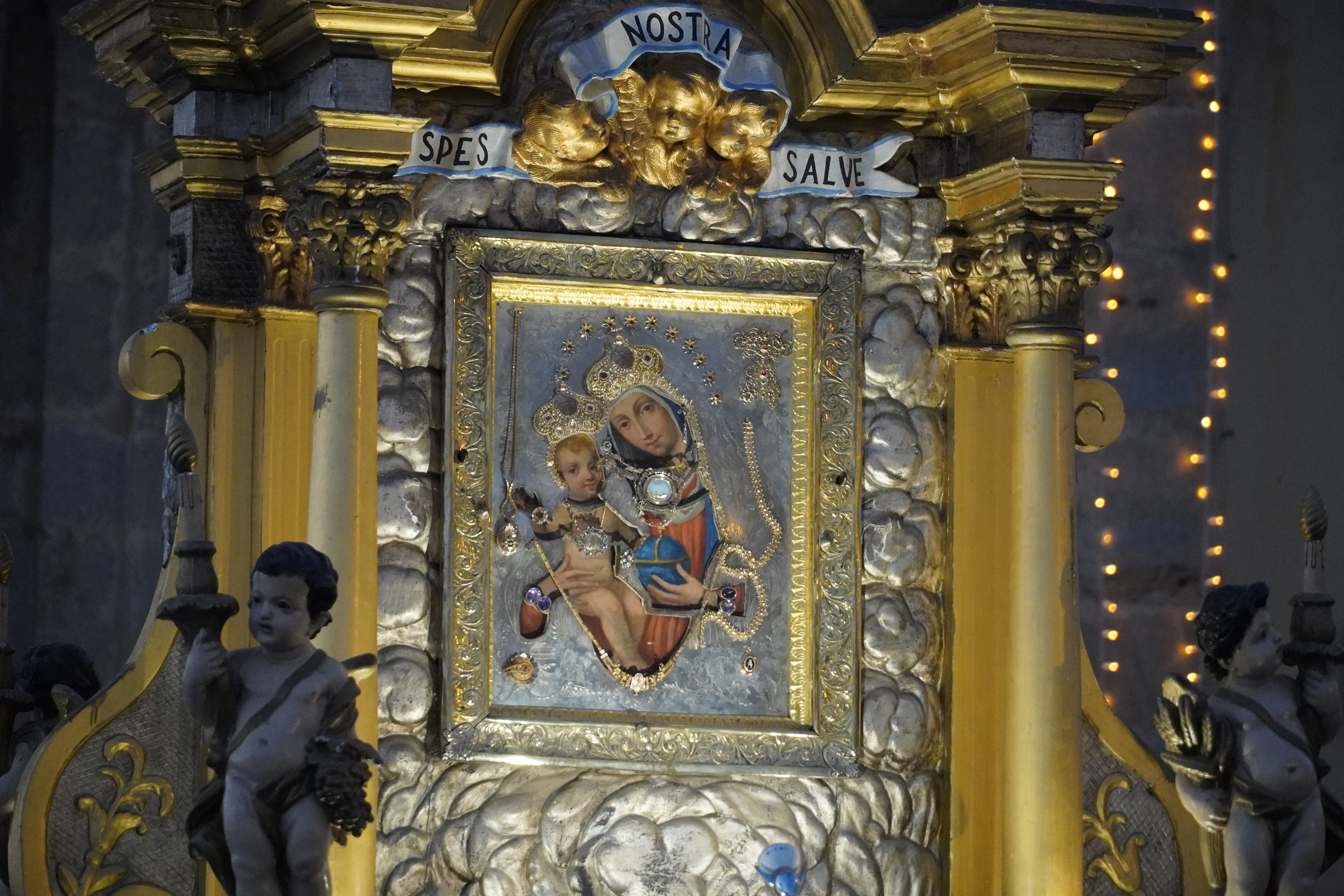
Il quadro di Maria Ss. del Bosco di Niscemi nella vara ottocentesca

La tradizione narra che tra il 16 e il 21 maggio 1599 un mandriano di nome Andrea Armao (una probabile trascrizione errata del cognome Alma), teneva al pascolo alcuni buoi nei pressi di un bosco sito in contrada Castellana, quando, assentatosi momentaneamente dalla custodia, si accorse di avere smarrito il bue di nome Portagioia o Porta la gioia, solito a eludere la sorveglianza e ad allontanarsi dalla mandria. Dopo lunghe e affannose ricerche l'animale verrà ritrovato lungo una vallata di roveri, in posizione genuflessa, davanti a una sorgente d’acqua dalla quale traspariva una tela dipinta con l'immagine della Madonna. Ai lati due candelabri e una croce in pietra calcarea illuminavano e adornavano la sacra effigie, miracolosamente intatta tra lo scorrere delle acque, che ritraeva la Vergine Maria con in mano un globo e in braccio Gesù Bambino nell’atto di benedire.
Il rinvenimento dell'immagine, la cui tradizione religiosa volle «pinta senza dubbio da mano angelica», destò grande meraviglia e stupore agli abitanti del luogo che gridarono al miracolo. Per mezzo di elemosine elargite dalla popolazione locale e forestiera venne edificata una piccola chiesa dove poter venerare e custodire il simulacro – conservato provvisoriamente presso un’antica cappella del feudo di Niscemi, dove sorge l’attuale chiesa Maria Ss. delle Grazie – e un pozzo per la raccolta delle acque sacre. La notizia del ritrovamento si era sparsa, infatti, anche nei paesi limitrofi, destando una fervida devozione, in particolare per via dell'acqua della sorgente ritenuta miracolosa. Per tale ragione «Santa Maria del Bosco» verrà battezzata anche come «Santa Maria all'aqua santa», appellativo caduto in disuso nel tempo. Fino alla realizzazione dell'attuale santuario le fonti menzionano la presenza di due fontanelle taumaturgiche, una poco distante dall'altra, chiamate rispettivamente fonte delli rognosi e delli tignosi. La Madonna sarà dichiarata patrona e protettrice del luogo e i suoi abitanti chiamati Santamarioti o Sammarioti.
Una prima testimonianza miracolare del culto mariano viene descritta in una biografia di San Francesco di Paola nel 1658.

### La costruzione del nuovo santuario e l'incendio del quadro

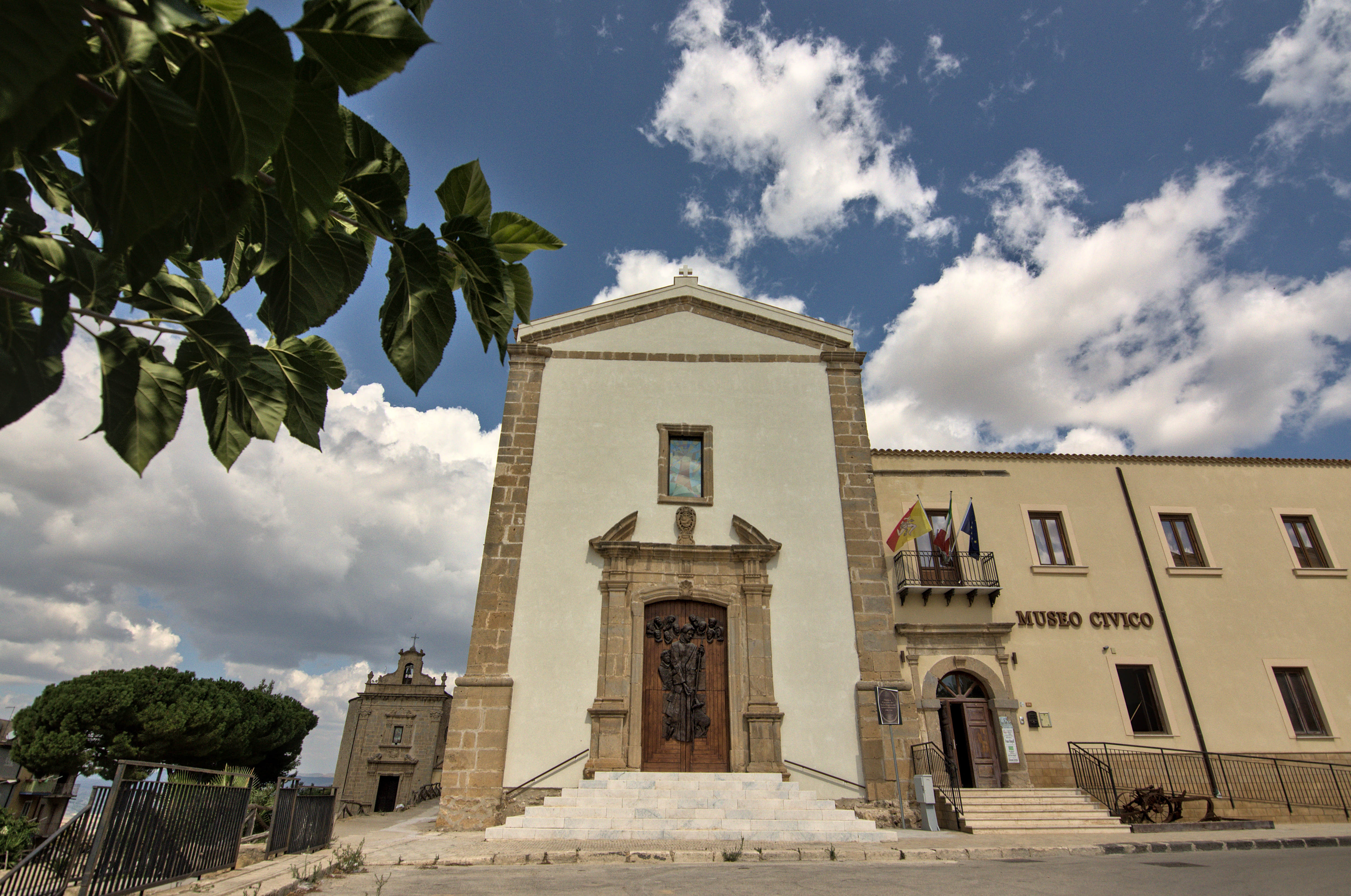
Chiesa di San Francesco, annessa al convento dei Padri Francescani Rinnovati, ora sede del museo civico di Niscemi

Nel 1732 si avviò la costruzione del convento dei Frati minori riformati, a poca distanza dal luogo del ritrovamento del quadro. Con il consenso della popolazione e delle istituzioni civili e religiose la sacra immagine venne trasferita nell'annessa chiesa del nuovo Conventum B. Mariae Virginis Nemoris Nisximarum. Ma ben presto i contrasti sorti con i frati francescani indussero la popolazione a costruire un nuovo santuario mariano, su un progetto del 1730, dal momento che la chiesetta originaria aveva subito diversi danni a causa del violento terremoto del Val di Noto del 1693. La direzione dei lavori venne affidata nel 1749 all'architetto calatino Silvestro Gugliara, autore qualche anno dopo della chiesa Maria Ss. dell'Addolorata sotto il progetto del celebre architetto Rosario Gagliardi. I lavori furono conclusi nel 1758 e il dipinto venne conservato nel nuovo tempio in stile barocco.
Intanto, una grave siccità nel mese di dicembre 1769 aveva spinto la popolazione a portare il quadro in processione per le strade del paese e invocare la caduta della pioggia. Come da tradizione, il sacro velo veniva collocato su un trono portatile con ai lati due candele accese e per alcuni giorni lasciato nella Chiesa Ss. Maria D'Itria (Chiesa Madre). La sera del 14 di quel mese, intorno le ore 22:15, una disattenzione del sacrista provocò l'incendio e la distruzione totale della sacra immagine. Si decise di sostituire il velo bruciato con un nuovo dipinto avente le stesse proporzioni e fattezze dell'originale. Venne chiamato a realizzare l'opera un monaco artista proveniente da Caltagirone, esperto in ritratti, che secondo la tradizione popolare volle mescolare i colori con le ceneri restanti del quadro.

### Ipotesi sull'origine del quadro e la fondazione di Niscemi

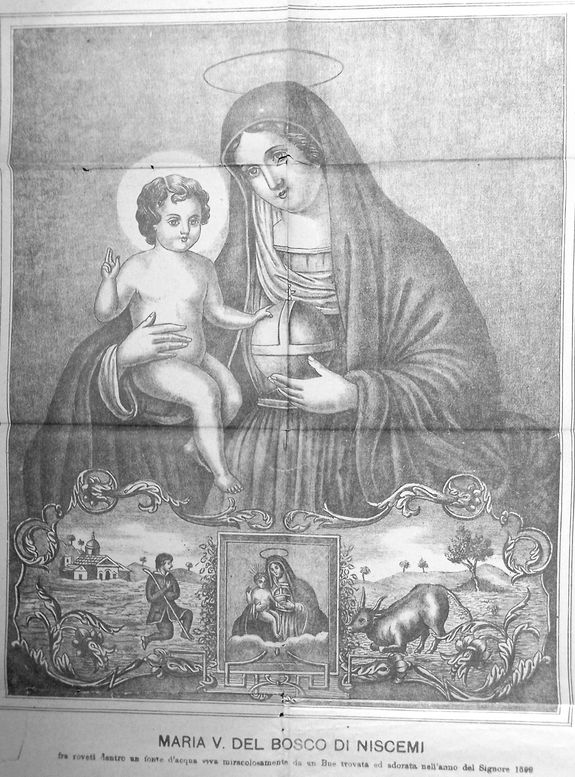
La Madonna del Bosco di Niscemi in una stampa monocromatica di inizio Novecento (Fondo Luigi Capuana, Catania)

La veridicità dell'esistenza storica dell'avvenimento, oltre a essere riportato dalla tradizione popolare, sebbene vi siano lievi discordanze nella narrazione dei particolari, viene confermata dalla presenza di documenti d'archivio seicenteschi e settecenteschi. Una delle ipotesi più accreditate al momento sull'origine del quadro, andato distrutto nell'incendio del 1769, è che doveva appartenere a una torre di avvistamento sita in contrada Castellana, presieduta da soldati bizantini. Il quadro, dipinto su stoffa di seta e con una misura di 63 cm in altezza e 38 cm in larghezza, sarebbe stato sotterrato e nascosto da un popolano nei pressi di una sorgente d'acqua a causa della persecuzione iconoclasta del basileus Leone III Isaurico, iniziata nel 726 d.C. e proseguita per oltre un secolo, fino a Teofilo. Il ritrovamento sarebbe avvenuto solo nel 1599, miracolosamente a distanza, dunque, di 873 anni. Altra ipotesi è che l'occultamento del quadro sia stato inscenato nell'anno del ritrovamento da un certo Prospero de Blasco, delegato per il feudo di Niscemi tra la fine del '500 e gli inizi del '600, come espediente per richiamare i contadini delle città vicine a venire a coltivare le terre del luogo. Tuttavia è da ritenere errata l'idea di mettere in correlazione il ritrovamento del quadro con la fondazione di Niscemi o perlomeno come causa principale della sua costituzione, in quanto la famiglia Branciforte, proprietari della terra di Nixenum, non ricorrevano a espedienti di carattere religioso. Solo nel 1626 il viceré Giovanni Doria concederà ai Branciforte la licentia populandi e l'agglomerato dei feudi sarà elevato a rango di comune.     

## Architettura

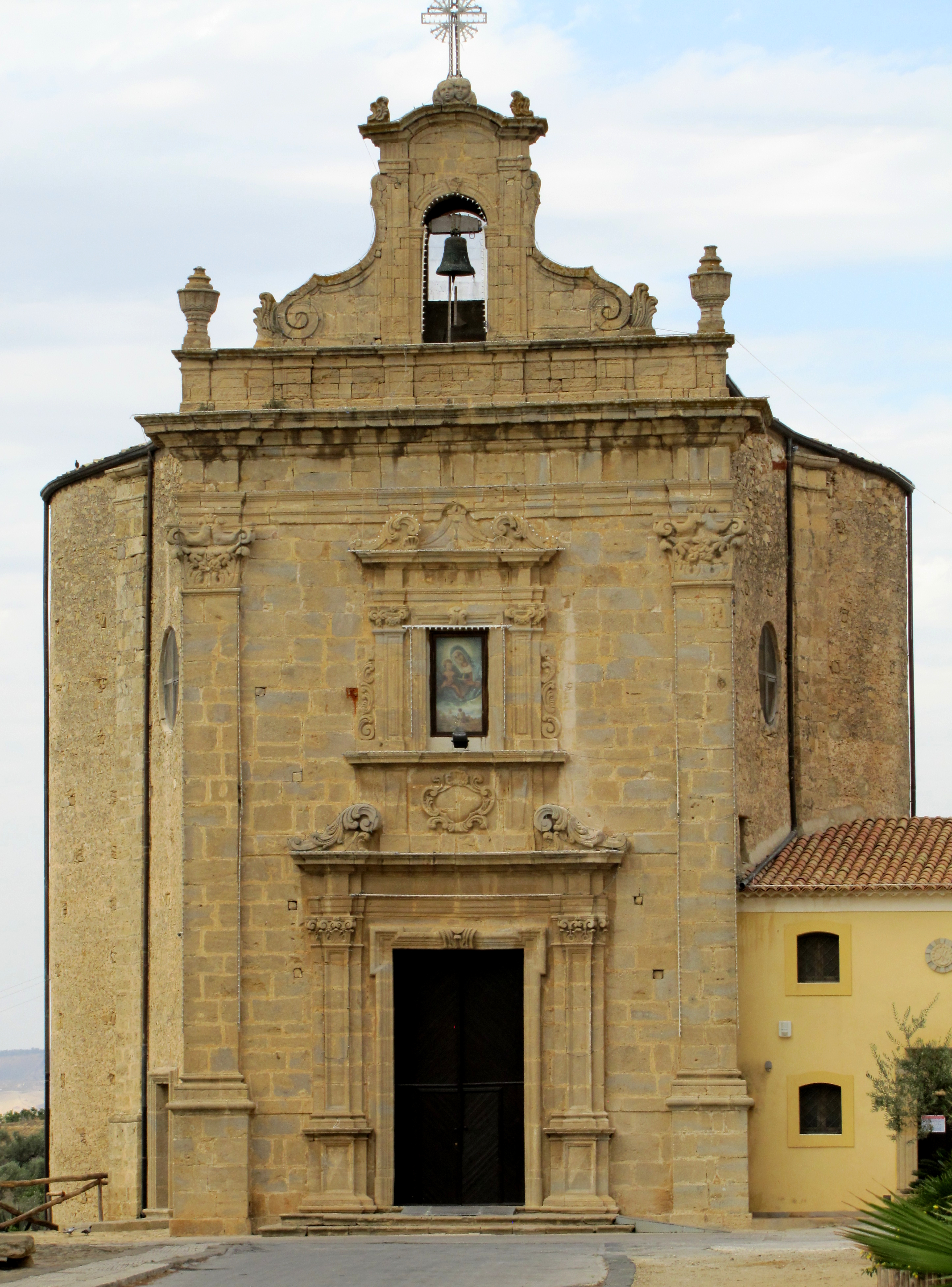
Prospetto centrale del Santuario

L'impianto planimetrico della chiesa ha dimensione circa di 9 metri per 15 metri. L'edificio presenta un'unica navata a pianta ellittica con asse longitudinale, due cappelle laterali semicircolari con la presenza di altari su ambo i lati e un presbiterio con abside semicircolare al cui interno è presente il settecentesco altare marmoreo che conserva il velo con l'immagine della Madonna. I tre altari sono realizzati in marmi policromi con decorazioni barocche: quello centrale è dedicato a Maria Santissima del Bosco, quello laterale destro è dedicato a San Giovanni Nepomuceno, mentre quello sinistro è dedicato a San Benedetto. La facciata è realizzata in stile barocco semplice a ordine unico, di forma rettangolare in pietra squadrata di Pilacane, una pietra arenaria siciliana. Al di sopra del portale e del finestrone con decorazioni fitomorfi, che accoglie un dipinto della Vergine realizzato tra gli anni 60-70 del Novecento, si eleva la loggia campanaria riccamente decorata e fiancheggiata da pissidi acroteriali, a sua volta sormontata da una croce in ferro. 
La volta a padiglione è affrescata con un trionfo di Maria corredata dall'iscrizione Custos Clementia Mundi. Il pittore Giuseppe Barone di Caltagirone realizzò nel 1927 quattro dipinti inseriti in apposite cornici in gesso, raffiguranti la guarigione miracolosa di un bambino in fin di vita, una processione per invocare la pioggia, una scena di un terremoto e una scena di invocazione e preghiera in un periodo di siccità.
Nel 1865 venne completata la costruzione del pubblico abbeveratoio posto ai piedi dell'abside, composto da due fontane con fregio superiore. Nel 1914 sarà realizzata una larga scalinata nella via che fiancheggia il lato sinistro dell'edificio e che dal sagrato conduce all'abbeveratoio e alla cappella inferiore detta “dell’Acqua Santa”. All'interno della cappella, ornata da una volta a vela e da un altare in marmo, è presente un pozzo dove convogliano le acque sotterranee presso la quale venne ritrovato il quadro della Madonna. Vi sono custoditi, inoltre, i due candelieri e la base della croce in pietra rinvenuti nel 1599, mentre in tempi recenti è stato collocato il fonte battesimale.

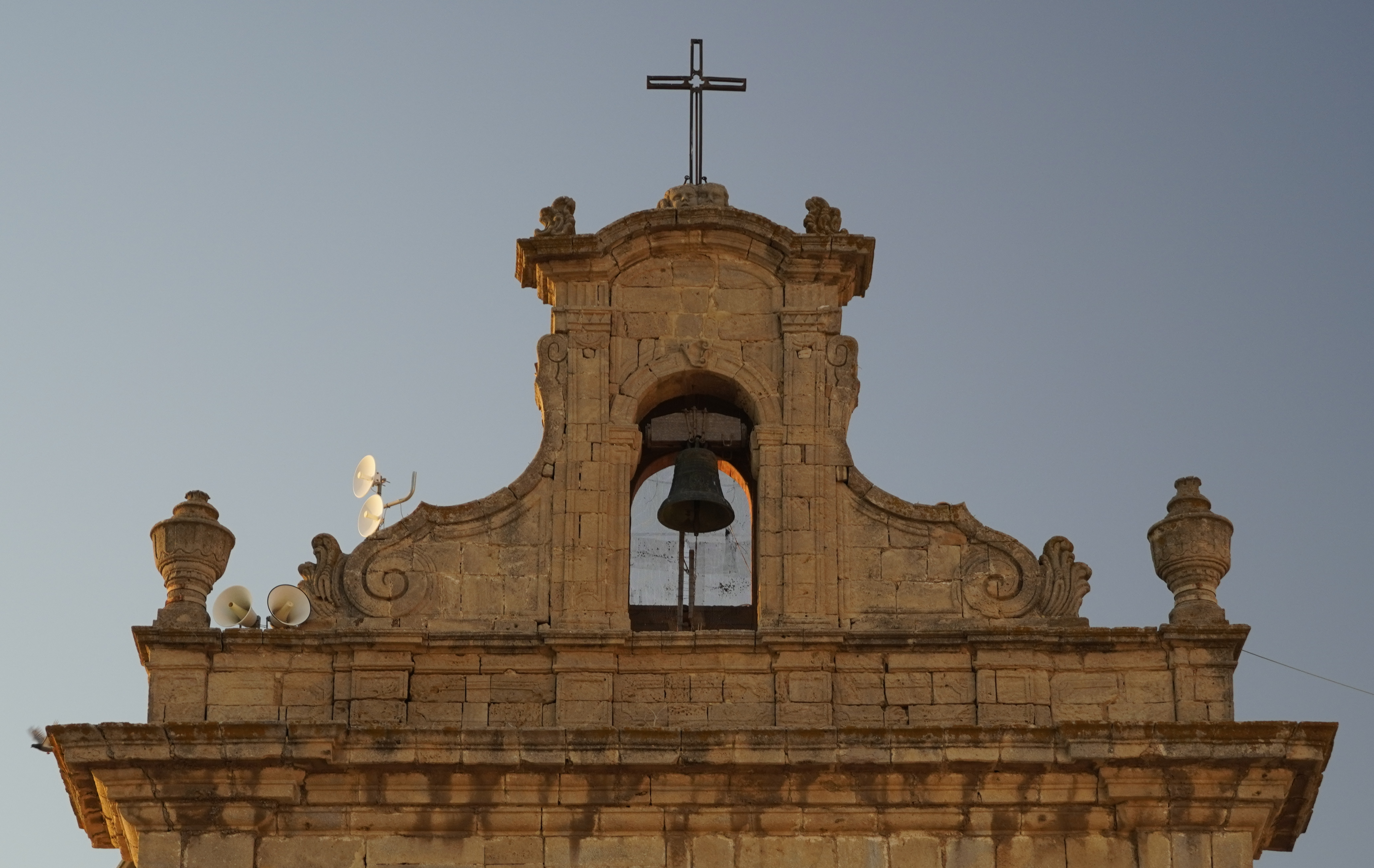
Loggia campanaria
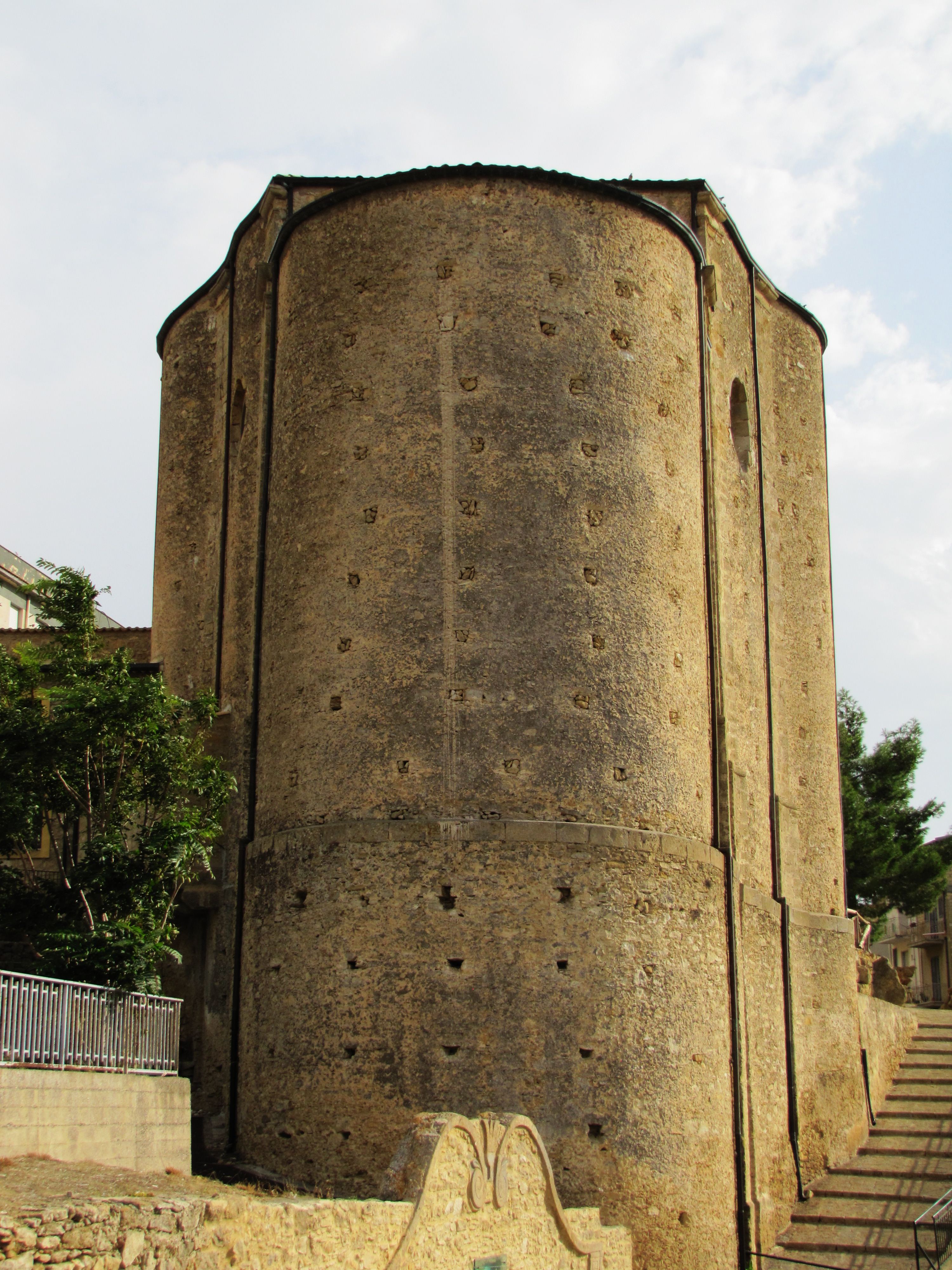
Abside con abbeveratoio
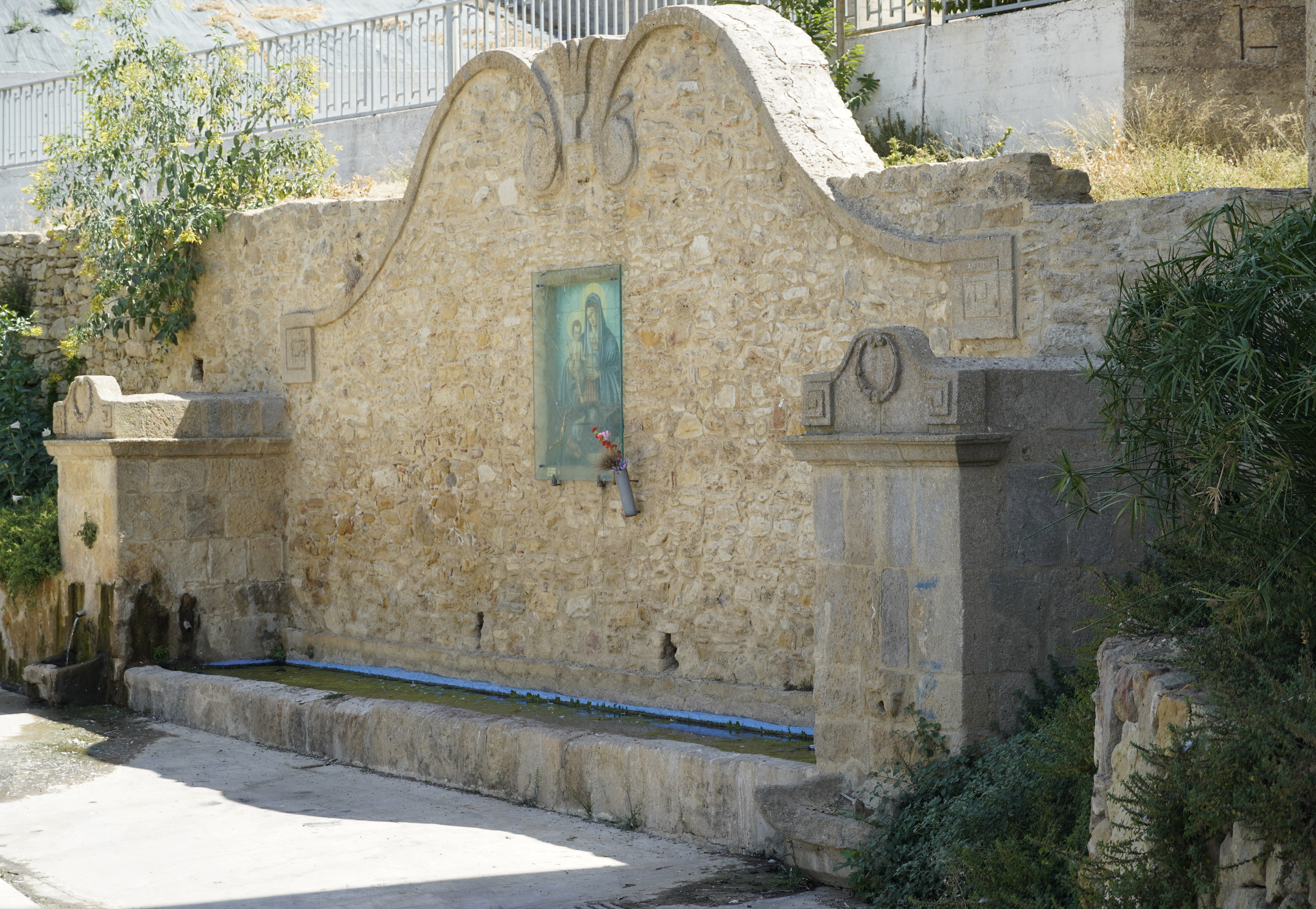
Abbeveratoio ottocentesco
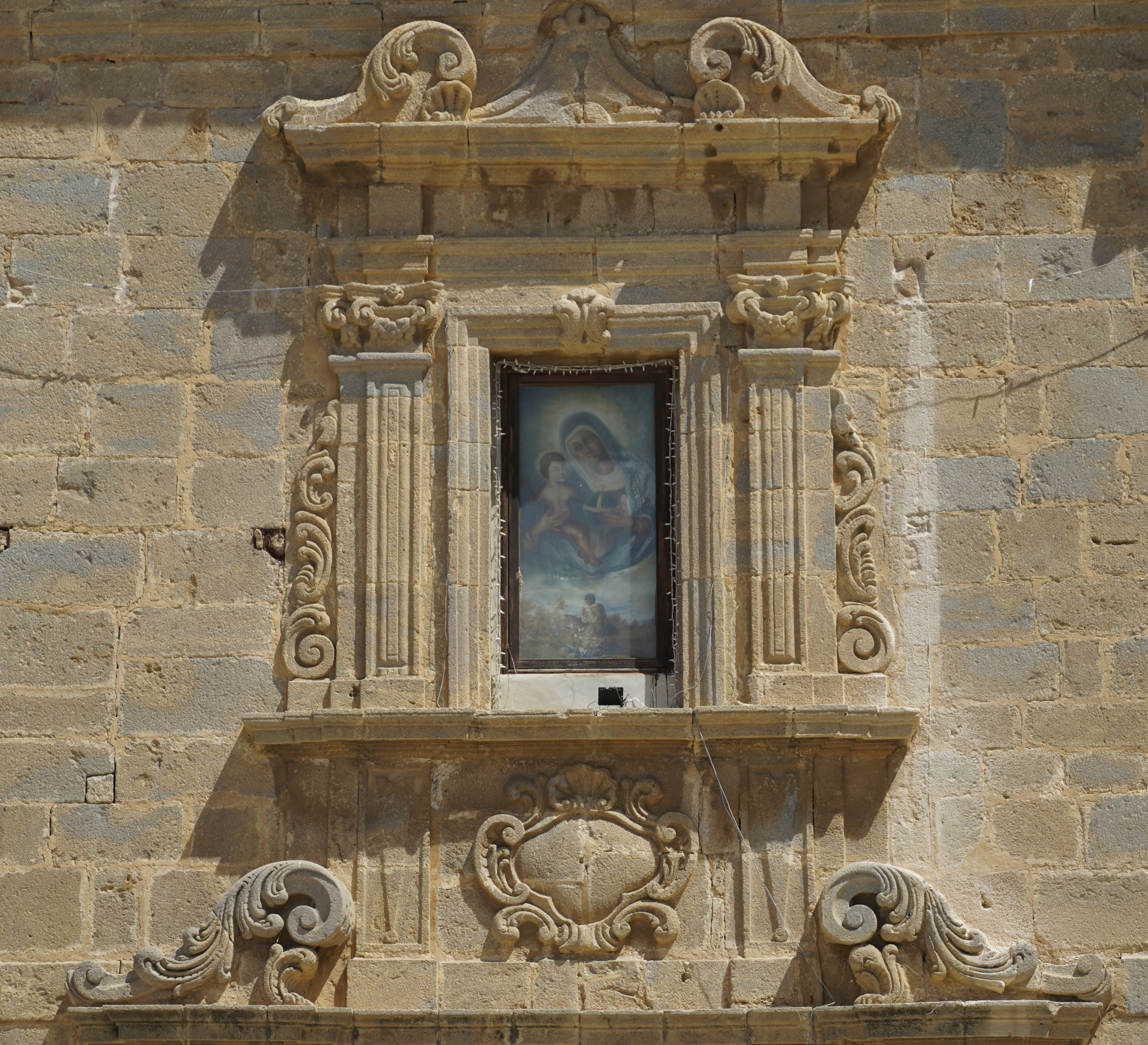
Finestrone con dipinto novecentesco della Madonna del Bosco
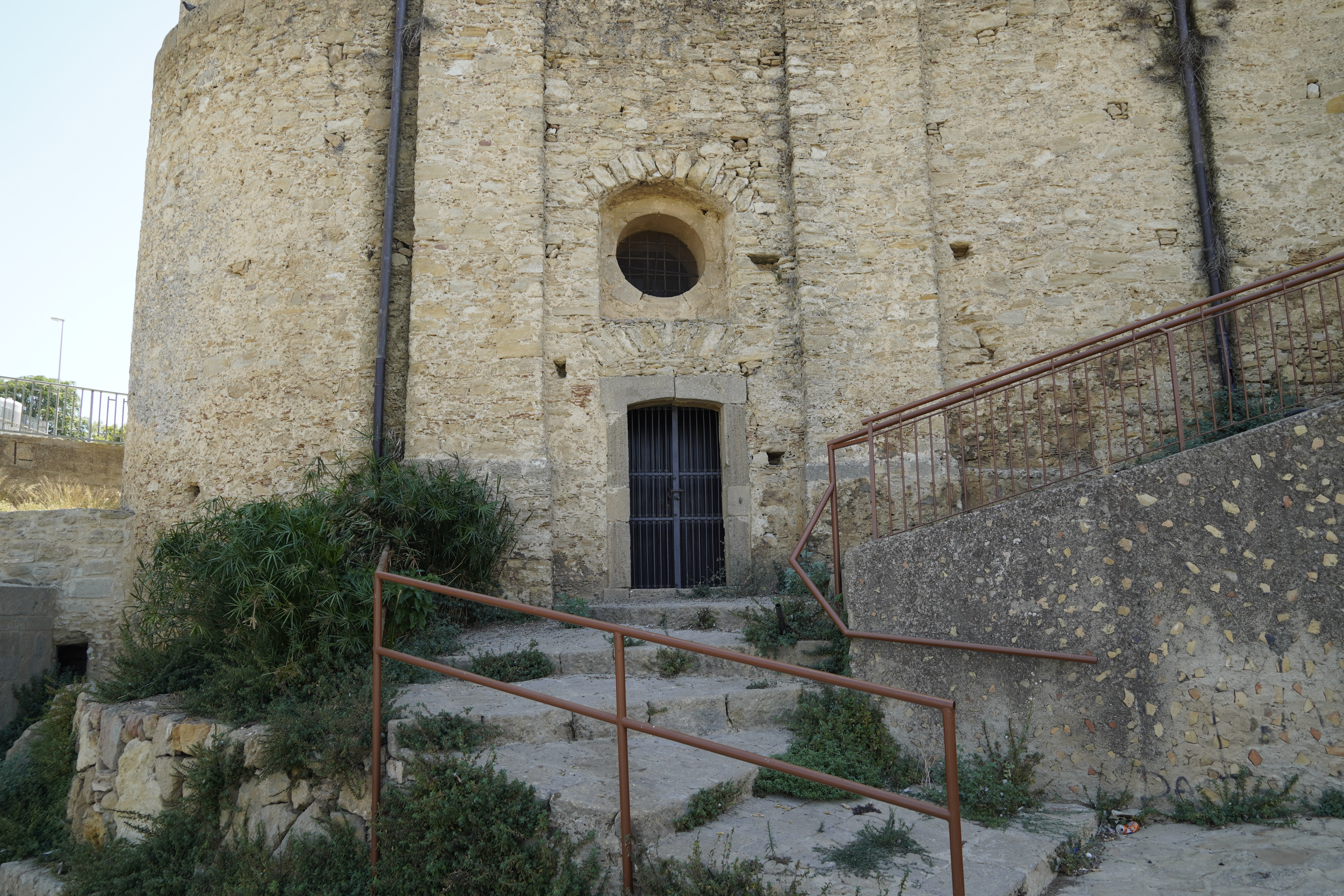
Entrata Cappella dell'Acqua Santa
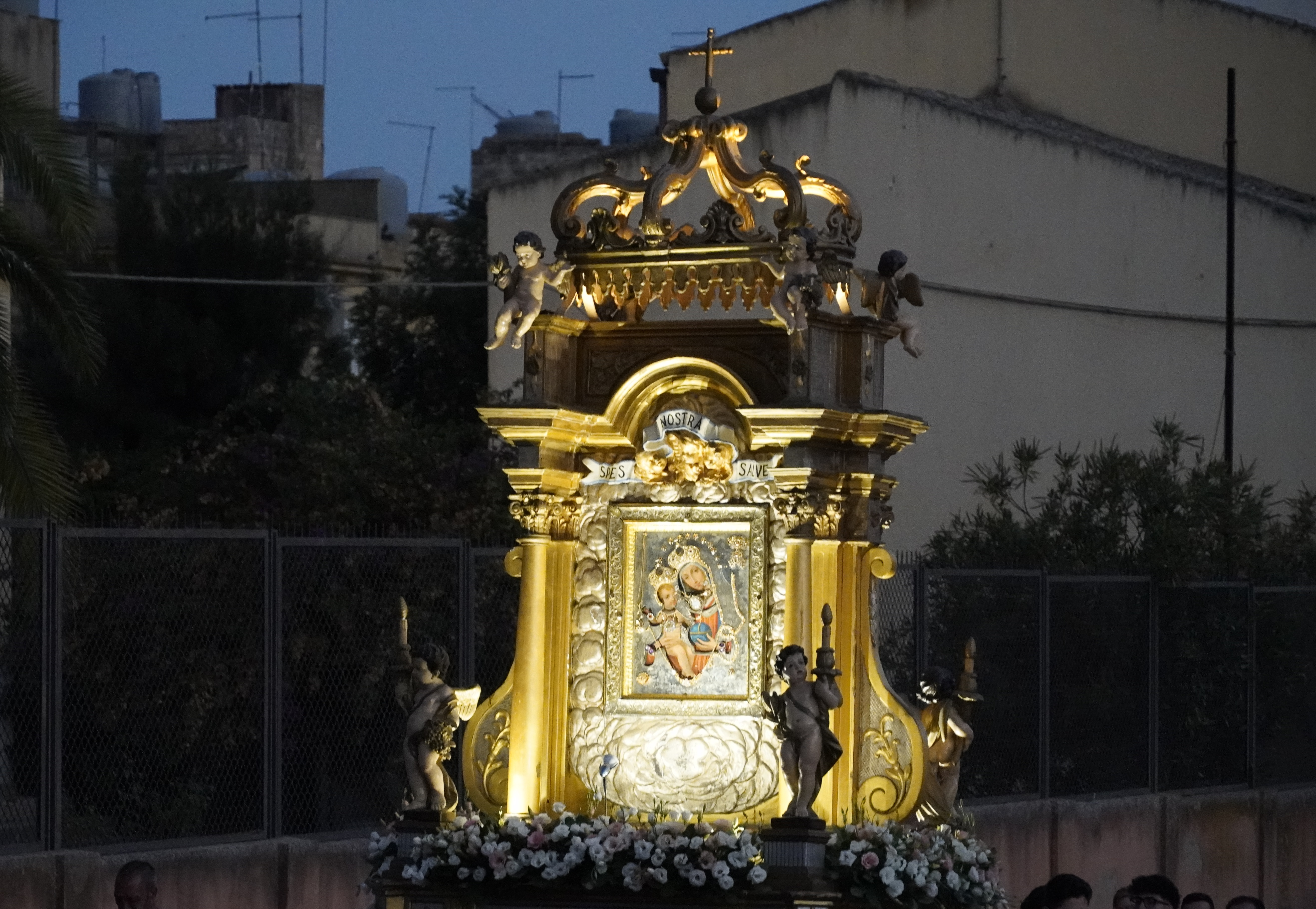
Vara ottocentesca
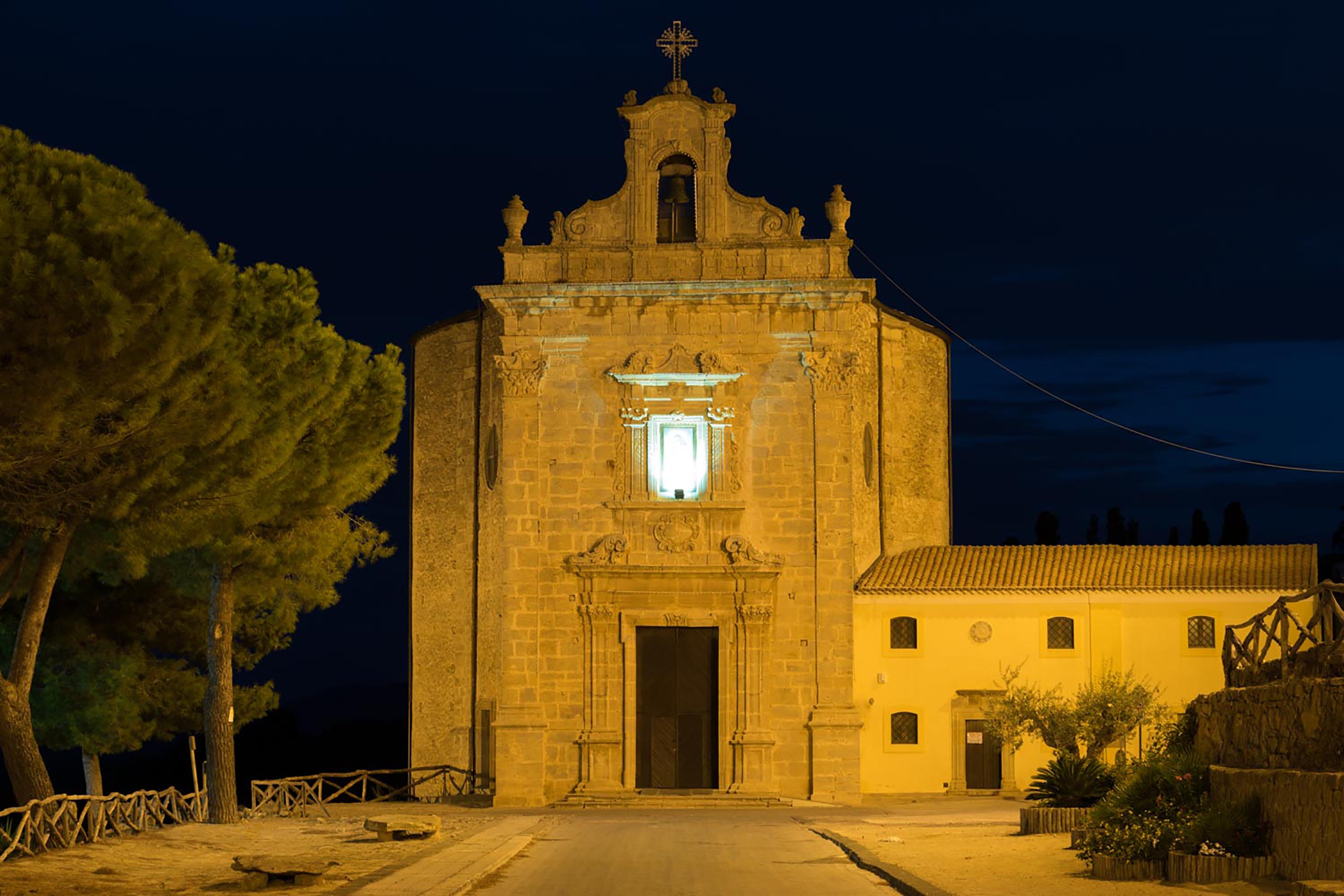
Il santuario di notte

## Culto e festività
(Giuseppe Pitrè, Feste patronali in Sicilia descritte da Giuseppe Pitrè, 1900, p. 530-31)

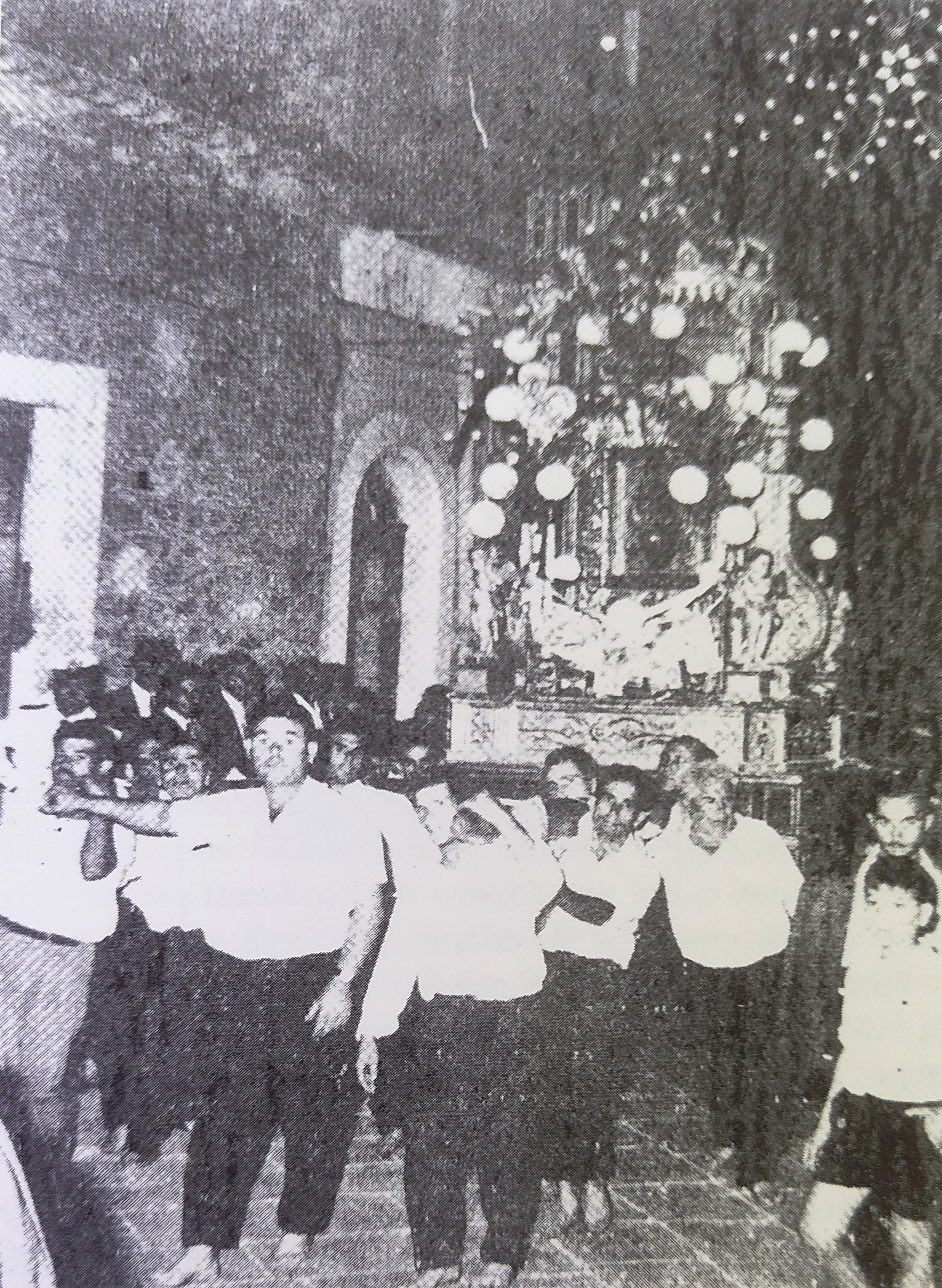
La vara prima che fosse dotata di trazione meccanica.

La festa si svolge in due momenti: il 21 maggio, in ricordo del ritrovamento del quadro nel 1599; e nei giorni di venerdì, sabato e domenica della seconda settimana di agosto, usanza sorta in modo da permettere ai contadini di partecipare ai festeggiamenti poiché impegnati a maggio nella raccolta del grano. La sacra effigie viene in portata in giro per le strade del paese, con la suggestiva fermata presso il belvedere della città detto il Tondo, su una sontuosa vara realizzata da maestranza napoletana nel 1830, poi decorata interamente in oro zecchino alla fine dell’Ottocento. Fino al 1966 il trono veniva portato a spalla da 32 persone e 2 battitori, a piedi nudi, ma dall’anno successivo verrà dotato di trazione meccanica.

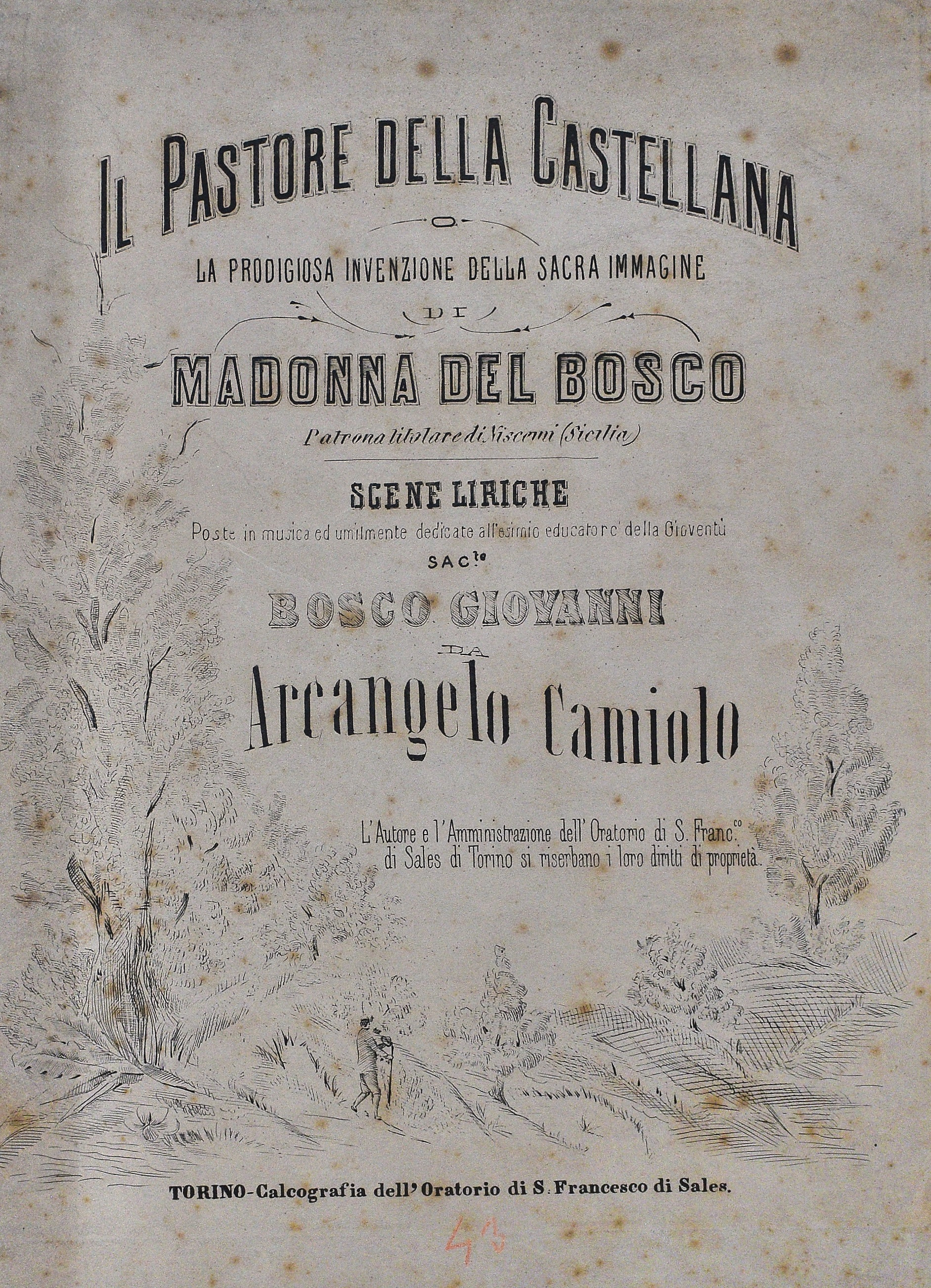
Il Pastore della Castellana, opera lirica composta dal compositore e musicologo niscemese Arcangelo Camiolo nel 1870 e dedicata a don Giovanni Bosco.

È tradizione secolare che a partire dal 21 aprile fino all'intero mese di maggio i devoti svolgano u viaggiu a Maronna, raggiungendo il santuario anche a piedi scalzi per chiedere una grazia. In ricordo della protezione che la Vergine fornì alla città dal disastroso terremoto dell'unnici ri innaru, ossia del terremoto dell'11 gennaio del 1693, viene svolta in quel giorno la cosiddetta prerica re scacciati, in memoria delle vittime rimaste schiacciate dal cataclisma. 
Nel 1863 il canonico aidonese Giuseppe Scovazzo, su richiesta dei deputati per la solennizzazione della festività, metterà in versi il racconto popolare del ritrovamento del quadro sotto il titolo Il Pastore della Castellana e che sarà in seguito musicato dal compositore niscemese Arcangelo Camiolo e dedicato a Don Giovanni Bosco. Lo spettacolo verrà messo in risalto dallo stesso Giuseppe Pitrè nell'opera Feste patronali di Sicilia.